# Jardin mémorial de la Saint-Barthélemy
Le jardin mémorial de la Saint-Barthélemy est un espace vert du 1er arrondissement de Paris, dans le quartier de Saint-Germain-l'Auxerrois.

## Situation et accès
Le jardin est situé au no 2 de la place du Louvre dans le 1er arrondissement de Paris.
Il est desservi par la ligne 1 à la station Louvre - Rivoli.

## Origine du nom

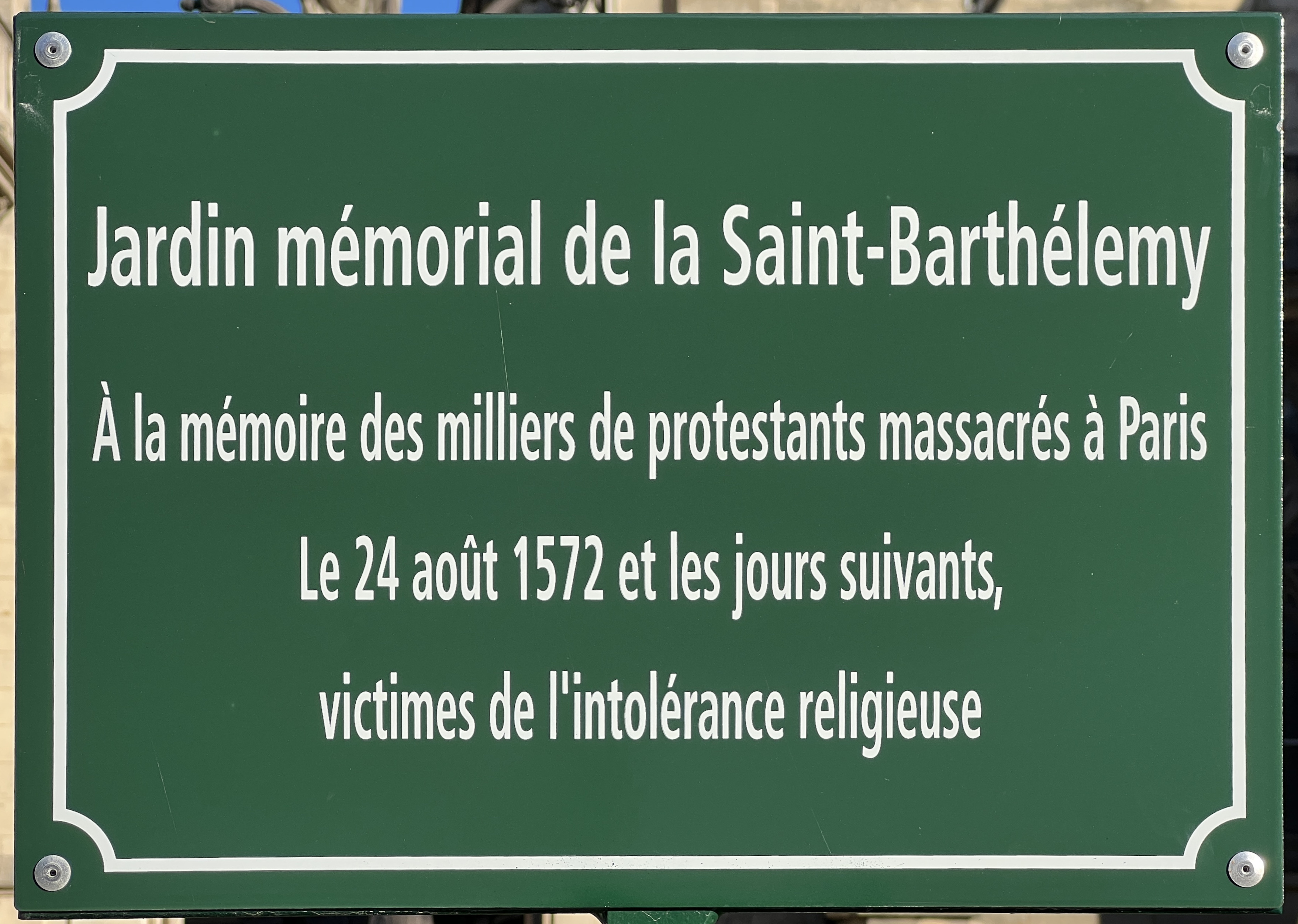
Panneau du jardin mémorial de la Saint-Barthélémy.

Ce square a été nommé en souvenir des victimes du massacre de la Saint-Barthélemy, massacre déclenché par les catholiques contre les protestants le 24 aout 1572, jour de la Saint-Barthélémy. Ce lieu a été choisi car c'est de l'Église Saint-Germain-l'Auxerrois, juste à côté, que sonnera le tocsin qui lancera les massacres à Paris.

## Historique
Il a été inauguré le 16 septembre 2022, à l'occasion du 450e anniversaire du Massacre de la Saint-Barthélemy en présence d'Anne Hidalgo, maire de Paris et de Christian Krieger, président de la Fédération protestante de France ,.